# Jim Johnson (cầu thủ bóng đá, sinh năm 1923)
James Johnson (26 tháng 3 năm 1923 - 1987) là một cầu thủ bóng đá chuyên nghiệp người Anh thi đấu ở vị trí tiền đạo.